# Frente de Salvação Nacional (Sudão do Sul)

A bandeira da Frente de Salvação Nacional

A Frente de Salvação Nacional (NAS) é um grupo militante do Sudão do Sul liderado por Thomas Cirillo que luta contra o governo sul-sudanês desde março de 2017. 
O NAS não tomou parte do Acordo Revitalizado no Sudão do Sul e, portanto, continua a se engajar em combates, apesar do cessar-fogo em vigor principalmente no resto do país.  Houve, no entanto, uma facção menor do NAS que se separou das forças de Cirillo e assinou o Acordo. 
Em 2 de fevereiro de 2019, soldados do NAS alegaram ter repelido as Forças de Defesa do Povo do Sudão do Sul do vilarejo de Senema, perto da fronteira com a República Democrática do Congo. 

## Etimologia
Embora escrito em maiúsculas, NAS não é um acrônimo, em vez disso, é derivado da palavra árabe ناس (nas), que significa pessoas. 

## Financiamento e equipamento
O NAS recebe algum financiamento da mineração de ouro e da cobrança de impostos aos mineiros de ouro ao redor de Lobonok, no estado de Equatória Central, que é então vendido em Uganda.
As armas e munições do NAS são obtidas principalmente por meio de emboscadas as Forças de Defesa do Povo do Sudão do Sul, e as armas mais comuns são AK-47s e rifles de assalto AKM. 